# Hytanis oblonga
Hytanis oblonga är en spindelart som beskrevs av Simon 1893. Hytanis oblonga ingår i släktet Hytanis och familjen dansspindlar.
Artens utbredningsområde är Venezuela. Inga underarter finns listade i Catalogue of Life.